# Калли, Пол
Пол Ка́лли (англ. Paul Calle; 3 марта 1928 — 30 декабря 2010) — американский художник, наиболее известный рисунками, созданными им для почтовых марок, 40 из которых были выпущены Почтовой службой США, а остальные — Федеративными Штатами Микронезии, Маршалловыми Островами, Швецией и ООН. Будучи единственным художником, привлечённым НАСА для запечатления миссии астронавтов «Аполлона-11», Калли разработал дизайн 10-центовой почтовой марки «Первый человек на Луне», посвящённой первой высадке людей на Луну. На ней изображён астронавт (Нил Армстронг), ступающий на поверхность Луны, на лунном горизонте при этом видна далёкая Земля. Один из пионеров космического искусства.

## Биография

### Образование и начало трудового пути
Калли родился 3 марта 1928 года в районе Манхэттен города Нью-Йорк и окончил Институт Пратта (англ. Pratt Institute). Во время Корейской войны служил в армии, работая иллюстратором. Вернувшись в США, Калли вначале рисовал журнальные обложки для The Saturday Evening Post, а также для серии научно-фантастических изданий.

### Работа в НАСА

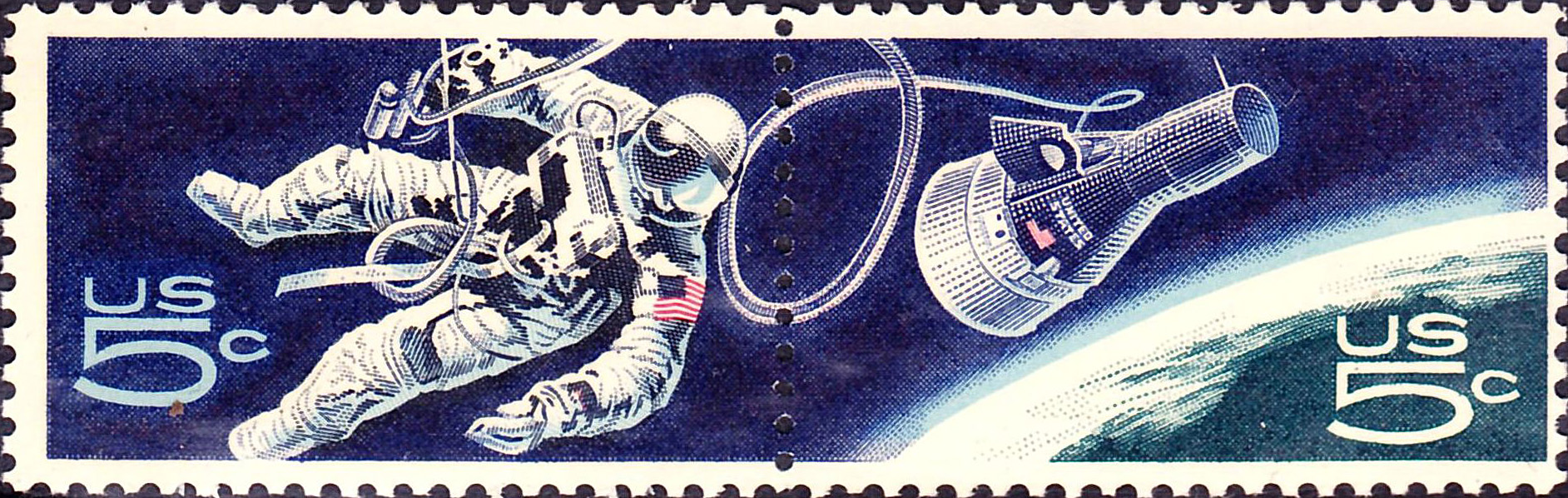
Почтовая марка по рисунку Калли 1967 года, посвящённая первому выходу в открытый космос американского астронавта Эда Уайта во время полёта Джемини-4 в 1965 году

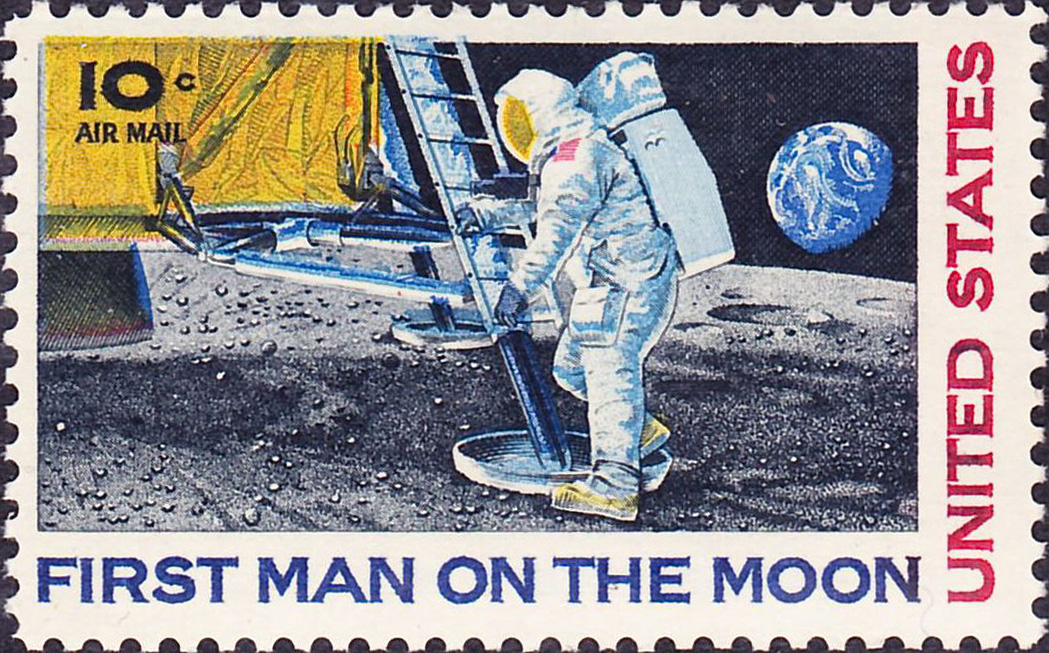
Почтовая марка по рисунку Калли, посвящённая первой высадке человека на Луну, выпущена 9 сентября 1969 года

В 1962 году Калли попал в число первой группы художников, отобранной для участия в Художественной программе НАСА (NASA Art Program). Калли выполнил рисунки для пары пятицентовых почтовых марок, эмитированных в 1967 году в рамках выпуска, посвящённого достижениям в освоении космоса (англ. Accomplishments in Space Commemorative Issue), на правой марке изображена космическая капсула Джемини-4 с горизонтом Земли на дальнем плане, а на левой — астронавт Эдвард Уайт, первый американец, вышедший в открытый космос. Самая известная из выполненных им почтовых марок, «Первый человек на Луне», была призвана отметить первую высадку человека на Луну и увидела свет в сентябре 1969 года. На рисунке марки изображён астронавт, ступающий на лунную поверхность. Экипаж взял с собой типографское клише посвящённой высадке на Луне марки по рисунку Калли и конверт с пробной маркой, который был погашен астронавтами во время полёта. Калли единственного допустили к астронавтам 16 июля 1969 года, когда те завершали последние приготовления к полёту «Аполлона-11». Сделанные им наброски по впечатлениям того дня были выставлены в Национальном музее авиации и космонавтики США и Национальной галерее искусства США. Вместе с сыном Крисом Калли вернулся к теме освоения космоса в 1994 году, создав пару почтовых марок в честь 25-летия полёта «Аполлона-11» и первой высадки человека на Луну.

### Произведения
Калли разработал рисунки десятков почтовых марок, в том числе изображающих таких известных людей как Дуглас Макартур и Роберт Фрост. Также он создал произведения по тематике Дикого Запада, которые экспонировались в Национальном музее ковбоев и наследия Дикого Запада, а также стал автором почтовой марки 1981 года, посвящённой Фредерику Ремингтону. Его картины, отражающие жизнь американского Дикого Запада, представлены в коллекциях музея Гилкриза в городе Талса (штат Оклахома) и в музее искусства Дикого Запада имени Бута (Booth Western Art Museum) в городе Картерсвилл (штат Джорджия, США).

### Здоровье, последние годы жизни и смерть
После того, как врачи обнаружили, что у него меланома дала метастазы, ему стали вводить внутривенно ипилимумаб, экспериментальное лекарственное средство, которое испытывает фирма Bristol-Myers Squibb и которое призвано улучшить противодействие иммунной системы раку. После первого курса лечения экспериментальным лекарством в сочетании с химиотерапией в организме не было обнаружено следов рака. Проживая в Стамфорде, Калли умер от меланомы в возрасте 82 лет 30 декабря 2010 года. После него остались дочь, два сына и шесть внуков. Его супруга Ольга скончалась в 2003 году: они прожили в браке более 50 лет.